# 100 Centre Street
100 Centre Street è una serie televisiva statunitense di genere giudiziario, trasmessa dall'A&E Network tra il 2001 e il 2002, per due stagioni. La serie prende il nome dall'indirizzo della divisione criminale della Corte Suprema di New York. La serie è stata definita come una più dettagliata versione di Law & Order, sebbene 100 Centre Street si focalizzi principalmente sulla vita privata dei personaggi.

## Episodi
| Stagione         | Episodi | Prima TV originale | Prima TV Italia |
| ---------------- | ------- | ------------------ | --------------- |
| Prima stagione   | 13      | 2001               |                 |
| Seconda stagione | 18      | 2001-2002          |                 |

## Personaggi e interpreti
- Giudice Joe Rifkind, interpretato da Alan Arkin.
- Sal Gentile, interpretato da Val Avery.
- Avvocato distrettuale Jeremiah "J.J." Jellinek, interpretato da Bobby Cannavale.
- Avvocato distrettuale Peter Davies, interpretato da Joel de la Fuente.
- Avvocato distrettuale-privato Cynthia Bennington, interpretata da Paula Devicq.
- Avvocato legale Ramon Rodriguez, interpretato da Manny Perez.
- Giudice Atallah Sims, interpretata da LaTanya Richardson.
- Avvocato distrettuale/Investigatore privato Bobby Esposito, interpretato da Joseph Lyle Taylor.
- Avvocato distrettuale Fatima Kelly, interpretata da Michole White.
- Cassandra, interpretata da Tawny Cypress.

## Guest star
- Sidney Armus: Avvocato distrettuale Spiegelman
- Dennis Boutsikaris: Avvocato distrettuale esecutivo Gil Byrnes
- Paul Butler: Willard Block
- Sarita Choudhury: Avvocato distrettuale Julia Brooks
- Chuck Cooper: Charlie il Bridgeman
- Tawny Cypress: Cassandra Rodriguez
- Margo Martindale: Supervisore distrettuale Michelle Grange
- Phyllis Newman: Sarah Rifkind
- Amy Ryan: Rebecca Rifkind

## Guest star celebri
- Matthew Arkin
- Jude Ciccolella
- Terry Serpico
- Anna Deavere Smith
- Roma Torre
- Floyd Vivino
- Kerry Washington